# Jordi Martín Lloret
Jordi Martín Lloret   (Barcelona, 1972) és un traductor i editor català. Llicenciat en Traducció i Interpretació per la Universitat Autònoma de Barcelona el 1997, és membre i vicepresident, des del 2015, de l'Associació d'Escriptors en Llengua Catalana. Des del 2008 és editor, tasca que l'ha dut a treballar a l'Editorial Casals, i per Animallibres i Més Llibres del Grup Bromera.
Traductor literari del francès i de l'anglès al català i a l'espanyol, ha traduït autors com Eugène Ionesco, Romain Gary, Philippe Claudel, Emmanuel Carrère, Mathias Énard, Martin Amis, John Cheever, G. K. Chesterton, Richard Ford, Carson McCullers, Ian McEwan o Richard Yates. Per la traducció al català de la novel·la L'escuma dels dies, de Boris Vian, va rebre el Premi Ciutat de Barcelona de traducció en llengua catalana el 2013 i el Premi Mots Passants de traducció del francès el 2014.